# Ircsik József
Ircsik József (Veszprém, 1932. január 28. – Budapest, 1986. szeptember 28.)  magyar festőművész.

## Festészete
Épületmotívumokból komponált képein a látványelemek vonalai geometrikus rendszerbe szerveződnek, köztük tiszta színsíkok feszülnek.
Formái összefogottak, egyértelműen megidézik a téma térbeli viszonyait.
Színei, hasonlóan a formákhoz, egyszerűsítettek és erőteljesek, festésmódja egyenletes, rendet sugalló. Fontos témája Veszprém, amely nem csupán szülővárosa, hanem igazi élettere is volt. A város környéki táj, de még inkább a város házainak formája, a városépítészet szerkezete, az utcák konstrukciója foglalkoztatta. Fő művei sajátos, kubisztikus veduták, melyeket puritán megformálás, redukált szín- és formavilág jellemez. Szűk tematikát fog át művészete, s formanyelve is megmarad a síkszerű, zárt megfogalmazás szintjén. Kutatta a régi és az új egységét; sokat foglalkozott az elmúlás problémájával is.

## Életpálya
- 1948: Derkovits Képzőművészeti Kollégium
- 1949-54: Magyar Képzőművészeti Főiskola, mestere Kmetty János, Bernáth Aurél
- A Veszprémi Művész Kör vezetője

## Díjak
- 1965: Fiatal Képzőművészek Stúdiója-díj
- 1970: Szegedi Nyári Tárlat díja
- 1974: Egry József-díj
- 1982: V. Magyar Tájak Országos Tájkép Biennálé - Bronz Diploma
- 1992: Veszprémi Gizella-díj (posztumusz)

## Mesterei
- Kmetty János
- Bernáth Aurél

## Egyéni kiállítások
- 1962 • Veszprém
- 1966 • Fényes Adolf Terem, Budapest
- 1967 • Képcsarnok, Veszprém
- 1968 • Fényes Adolf Terem, Budapest
- 1970 • Veszprém
- 1972 • Képcsarnok, Veszprém
- 1973 • Képcsarnok, Veszprém
- 1975 • Megyei Könyvtár, Veszprém
- 1978 • Műcsarnok, Győr
- 1987 • Emlékkiállítás, Veszprém
- 2007 • Emlékkiállítás születésének 75. évfordulójára, Veszprém Művészetek Háza

## Válogatott csoportos kiállítások
- 1955 • VI. Magyar Képzőművészeti kiállítás, Műcsarnok, Budapest
- 1957 • Tavaszi Tárlat, Műcsarnok, Budapest
- 1963 • Bakony-Balaton Kiállítás, Csók Galéria, Budapest
- 1965 • Fiatal Képzőművészek Stúdiója
- 1968 • Dolgozó emberek között, Ernst Múzeum, Budapest
- 1969 • Pannónia '69
- 1970 • XI. Nyári Tárlat, Móra Ferenc Múzeum, Szeged
- 1976 • Dunántúli Tárlat, Kaposvár
- 1983 • Észak-Dunántúli Tárlat, Győr

## Művek közgyűjteményekben
- Művészetek Háza, Veszprém (közös emlékszoba Bognár Zoltánnal)
- Laczkó Dezső Múzeum, Veszprém
- Magyar Nemzeti Galéria, Budapest
- Váci Múzeum
- Tornyai János Múzeum
- Hódmezővásárhely
- Sárospataki Képtár
- Várpalotai Képtár